# Моор, Феликс Михкелевич
Феликс Михкелевич Моор (эст. Felix Moor, 12 апреля 1903[…], Хагуди (посёлок), Рапламаа — 15 мая 1955[…], Таллин) — эстонский и советский актёр, педагог и радио-репортёр. Первый радио-репортёр Эстонии.

## Биография
Принимал участие в Освободительной войне в составе Таллинского школьного студенческого батальона.
Окончил курс Театральной школы драмы-студии в 1924 году и был актёром Театра драмы-студии с 1925 по 1927 год.
В 1927—1944 годах диктор эстонского радиовещания. В этот период он вёл в основном детские программы.
После окончания Второй мировой войны был ведущим первых прямых эфиров Эстонского радио. Его последняя прямая трансляция была с Фестиваля песни 1947 года.
1938—1941 годах преподавал речевую технику в Государственной школе сценического искусства Таллинской консерватории, 1946—1950 в Эстонском государственном театральном институте. Позже преподавал в ГИТИСе в Москве.
Вошёл в составленный в 1999 году по результатам письменного и онлайн-голосования список 100 великих деятелей Эстонии XX века.
К 75-летию эстонского радиовещания была выпущена почтовая марка с изображением Дома эстонского радио (первая радиостудия) и портретом диктора Феликса Моора ( (Mi #425; Sc #431)).